# Fabiana Murer
Fabiana de Almeida Murer (ur. 16 marca 1981 w Campinas) – brazylijska lekkoatletka specjalizująca się w skoku o tyczce.
Uczestniczka igrzysk olimpijskich – w 2008 zajęła piąte miejsce. Medalistka mistrzostw świata (złoto w 2011) oraz dwukrotna medalistka halowych mistrzostw świata. Stawała na podium mistrzostw Ameryki Południowej i igrzysk panamerykańskich. Wielokrotna medalistka mistrzostw Brazylii oraz rekordzistka kraju. Jej mężem oraz trenerem jest Élson Miranda de Souz – były mistrz Brazylii w skoku o tyczce. W 2004 ukończyła studia na kierunku fizjoterapii.

## Kariera
Karierę sportową – podobnie jak rekordzistka świata w skoku o tyczce Jelena Isinbajewa – zaczynała od gimnastyki. Do uprawiania skoku o tyczce namówił ją Élson Miranda de Souz – na treningi zawodniczka dojeżdżała z rodzinnego Campinas do São Paulo. Pierwsze sukcesy odniosła w 1998 roku kiedy zdobyła mistrzostwo Ameryki Południowej juniorów oraz zakwalifikowała się do reprezentacji na mistrzostwa świata juniorów we Francji, podczas których odpadła w eliminacjach. W kolejnym sezonie – jeszcze jako juniorka – zdobyła brązowy medal mistrzostw Ameryki Południowej – w Bogocie przegrała wówczas z Argentynką Alejandrą Garcíą oraz Urugwajką Déborah Gyurcsek. Jeszcze w 1999 startowała w trzech imprezach międzynarodowych – była dziewiąta na igrzyskach panamerykańskich, druga na panamerykańskich mistrzostwach juniorów oraz została mistrzynią kontynentu południowoamerykańskiego w gronie juniorek. W 2000 odniosła kolejne sukcesy w gronie juniorek wygrywając czempionat Ameryki Południowej w tej kategorii wiekowej oraz zajmując dziesiątą lokatę w mistrzostwach świata juniorów w Santiago. Po zajęciu w 2001 szóstej pozycji na mistrzostwach Ameryki Południowej nastąpił kryzys formy. Brazylijka przyznała, że jej słabsza dyspozycja w kolejnych sezonach wynikała z rozpoczęcia w 2000 studiów oraz radą Witalija Pietrowa – trenera Jeleny Isinbajewy – dotyczącą zmiany techniki. Po czterech słabszych sezonach w 2005 sięgnęła w Cali po wicemistrzostwo Ameryki Południowej, a jeszcze przed mistrzostwami 28 maja i 8 czerwca wynikiem 4,30 ustanawiała rekord Brazylii. 23 lipca w Porto Alegre wynikiem 4,40 ponownie poprawiła rekord kraju, który wyrównała na mistrzostwach świata w Helsinkach (odpadła w eliminacjach). Sezon halowy 2006 rozpoczęła od ustanowienia 27 stycznia w Wuppertal halowego rekord Ameryki Południowej pokonując poprzeczkę zawieszoną na wysokości 4,41. Na halowych mistrzostwach świata w Moskwie odpadła w eliminacjach.
W sezonie letnim najpierw 21 maja (4,55), a później 26 maja (4,56) poprawiała własny rekord Ameryki Południowej drugim z tych wyników zapewniając sobie zwycięstwo w mistrzostwach ibero-amerykańskich. 20 i 25 sierpnia ponownie uzyskała wynik lepszy od poprzedniego rekordu swojego kontynentu uzyskując w Monako i Brukseli wynik 4,66. We wrześniu zajęła drugie miejsce w pucharze świata oraz zdobyła pierwszy w karierze złoty medal mistrzostw Ameryki Południowej. Zimą 2007 trzykrotnie poprawiała halowy rekord Ameryki Południowej uzyskując 2 lutego w Nowym Jorku 4,53, 14 lutego w Birmingham 4,55 i 23 lutego w Paryżu 4,66. Latem 2007 najpierw zwyciężyła w igrzyskach panamerykańskich oraz była szósta na mistrzostwach świata w Osace. Razem z Moniką Pyrek zdobyła brązowy medal halowych mistrzostw świata w Walencji zimą w 2008, a wynikiem 4,70 poprawiła halowy rekord Ameryki Południowej. 29 czerwca 2008 na mistrzostwach Brazylii wynikiem 4,80 poprawiła ponownie rekord kraju i kontynentu, a na igrzyskach olimpijskich w Pekinie zajęła 10. miejsce. W 2009 w Limie ponownie zdobyła złoto mistrzostw Ameryki Południowej, na mistrzostwach świata w Berlinie była piąta. W marcu 2010 zdobyła w Dosze złoty medal halowych mistrzostw świata. 4 czerwca tego roku w San Fernando wygrała mistrzostwa ibero-amerykańskie ustanawiając wynikiem 4,85 rekord życiowy oraz rekord Brazylii i Ameryki Południowej. Na koniec sezonu 2010 była trzecia w pucharze interkontynentalnym. Zwyciężczyni łącznej punktacji Diamentowej Ligi 2010 w skoku o tyczce. 30 sierpnia 2011 wyrównując swój rekord życiowy (bez powodzenia atakowała 4,90 i 4,92) została w Taegu mistrzynią świata. Na koniec sezonu zdobyła srebrny medal igrzysk panamerykańskich, przegrywając z Kubanką Yarisley Silvą. Zimą 2012 nie broniła w Stambule złotego medalu halowych mistrzostw świata. Podczas igrzysk olimpijskich w Londynie, latem 2012, niespodziewanie nie awansowała do finału. W 2016 roku, po igrzyskach olimpijskich w Rio de Janeiro, zakończyła karierę sportową.
Rekordy życiowe: stadion – 4,87 (3 lipca 2016, São Bernardo do Campo). Rezultat Murer uzyskany na stadionie jest aktualnym rekordem Ameryki Południowej. Brazylijka jest także rekordzistką Ameryki Południowej w hali (4,83 w 2015).

## Osiągnięcia

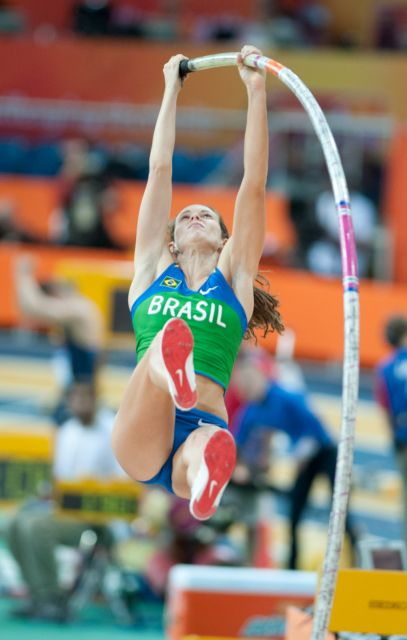
Brazylijka podczas halowych mistrzostw świata w Dosze (2010)

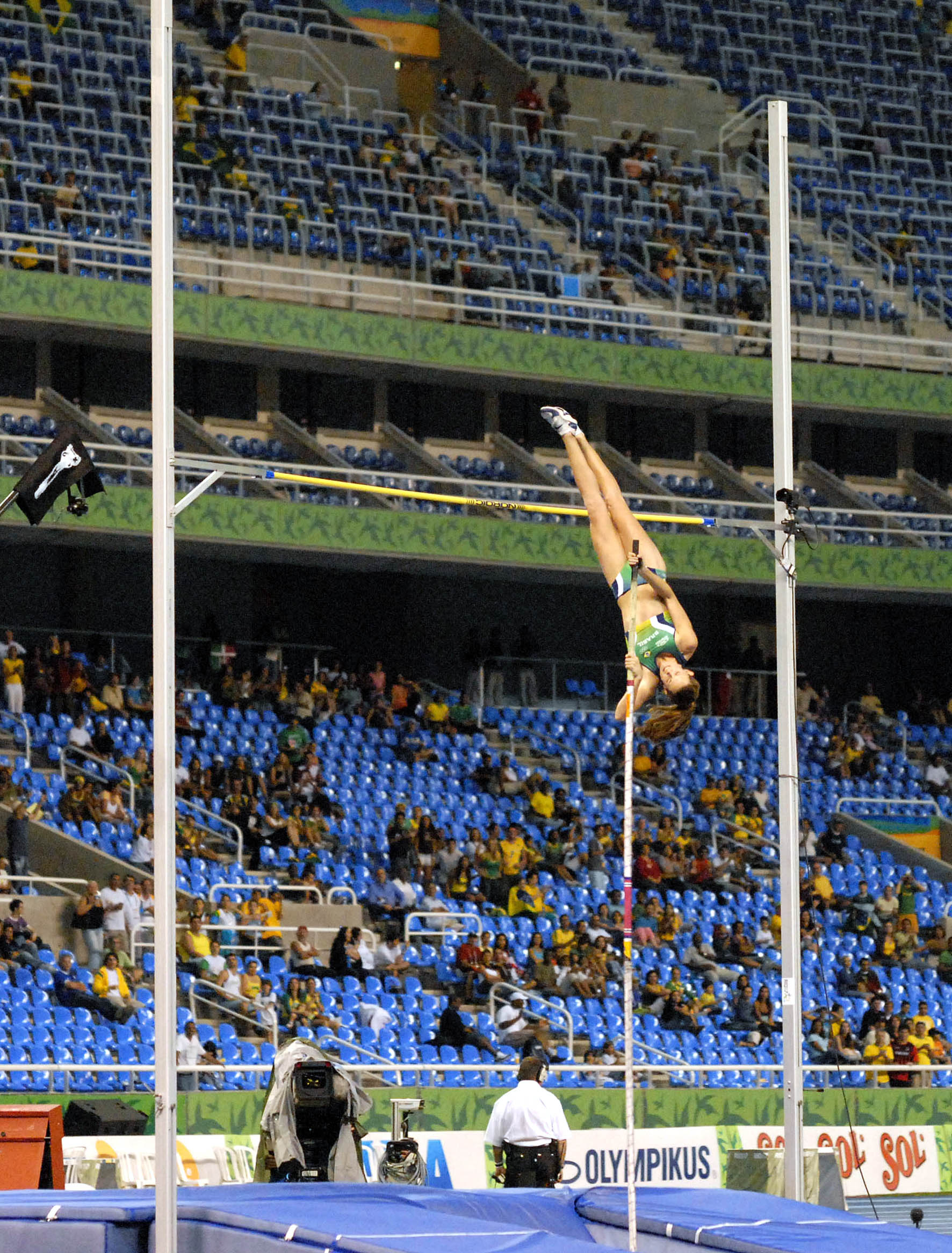
Fabiana Murer na igrzyskach panamerykańskich w 2007

| Rok  | Impreza                                  | Miejsce        | Lokata            | Wynik |
| ---- | ---------------------------------------- | -------------- | ----------------- | ----- |
| 1998 | Mistrzostwa Ameryki Południowej juniorów | Córdoba        | 1. miejsce        | 3,52  |
| 1998 | Mistrzostwa świata juniorów              | Annecy         | el. – 12. miejsce | 3,65  |
| 1999 | Mistrzostwa Ameryki Południowej          | Bogotá         | 3. miejsce        | 3,70  |
| 1999 | Mistrzostwa panamerykańskie juniorów     | Tampa          | 2. miejsce        | 3,70  |
| 1999 | Igrzyska panamerykańskie                 | Winnipeg       | 9. miejsce        | 3,50  |
| 1999 | Mistrzostwa Ameryki Południowej juniorów | Concepción     | 1. miejsce        | 3,70  |
| 2000 | Mistrzostwa ibero-amerykańskie           | Rio de Janeiro | 5. miejsce        | 3,70  |
| 2000 | Mistrzostwa Ameryki Południowej juniorów | São Leopoldo   | 1. miejsce        | 3,75  |
| 2000 | Mistrzostwa świata juniorów              | Santiago       | 10. miejsce       | 3,70  |
| 2001 | Mistrzostwa Ameryki Południowej          | Manaus         | 6. miejsce        | 3,70  |
| 2005 | Mistrzostwa Ameryki Południowej          | Cali           | 2. miejsce        | 4,00  |
| 2005 | Mistrzostwa świata                       | Helsinki       | el. – 7. miejsce  | 4,40  |
| 2006 | Halowe mistrzostwa świata                | Moskwa         | el. – 15. miejsce | 4,35  |
| 2006 | Mistrzostwa ibero-amerykańskie           | Ponce          | 1. miejsce        | 4,56  |
| 2006 | Światowy finał lekkoatletyczny IAAF      | Stuttgart      | 5. miejsce        | 4,50  |
| 2006 | Puchar świata                            | Ateny          | 2. miejsce        | 4,55  |
| 2006 | Mistrzostwa Ameryki Południowej          | Tunja          | 1. miejsce        | 4,47  |
| 2007 | Igrzyska panamerykańskie                 | Rio de Janeiro | 1. miejsce        | 4,60  |
| 2007 | Mistrzostwa świata                       | Osaka          | 6. miejsce        | 4,65  |
| 2008 | Halowe mistrzostwa świata                | Walencja       | 3. miejsce        | 4,70  |
| 2008 | Igrzyska olimpijskie                     | Pekin          | 10. miejsce       | 4,45  |
| 2008 | Światowy finał lekkoatletyczny IAAF      | Stuttgart      | 6. miejsce        | 4,50  |
| 2009 | Mistrzostwa Ameryki Południowej          | Lima           | 1. miejsce        | 4,60  |
| 2009 | Mistrzostwa świata                       | Berlin         | 5. miejsce        | 4,55  |
| 2009 | Światowy finał lekkoatletyczny IAAF      | Saloniki       | 2. miejsce        | 4,60  |
| 2010 | Halowe mistrzostwa świata                | Doha           | 1. miejsce        | 4,80  |
| 2010 | Mistrzostwa ibero-amerykańskie           | San Fernando   | 1. miejsce        | 4,85  |
| 2010 | Puchar interkontynentalny                | Split          | 3. miejsce        | 4,50  |
| 2011 | Mistrzostwa Ameryki Południowej          | Buenos Aires   | 1. miejsce        | 4,70  |
| 2011 | Mistrzostwa świata                       | Daegu          | 1. miejsce        | 4,85  |
| 2011 | Igrzyska panamerykańskie                 | Guadalajara    | 2. miejsce        | 4,70  |
| 2012 | Igrzyska olimpijskie                     | Londyn         | el. – 14. miejsce | 4,50  |
| 2013 | Mistrzostwa świata                       | Moskwa         | 5. miejsce        | 4,65  |
| 2014 | Igrzyska Ameryki Południowej             | Santiago       | 1. miejsce        | 4,40  |
| 2015 | Igrzyska panamerykańskie                 | Toronto        | 2. miejsce        | 4,80  |
| 2015 | Mistrzostwa świata                       | Pekin          | 2. miejsce        | 4,85  |
| 2016 | Halowe mistrzostwa świata                | Portland       | 6. miejsce        | 4,60  |
| 2016 | Mistrzostwa ibero-amerykańskie           | Rio de Janeiro | 1. miejsce        | 4,60  |
| 2016 | Igrzyska olimpijskie                     | Rio de Janeiro | el. –             | NM    |